# Missionnaires de la Charité
Les Missionnaires de la Charité forment une congrégation religieuse catholique fondée à Calcutta le 7 octobre 1950 par mère Teresa, religieuse albanaise appartenant jusqu'alors à la congrégation des sœurs de Lorette, lauréate du prix Nobel de la paix en 1979. Ces religieuses sont environ au nombre de cinq mille réparties dans cent trente-deux pays. La supérieure générale de l'ordre est sœur Mary Joseph Michael depuis 2022.

## Origine

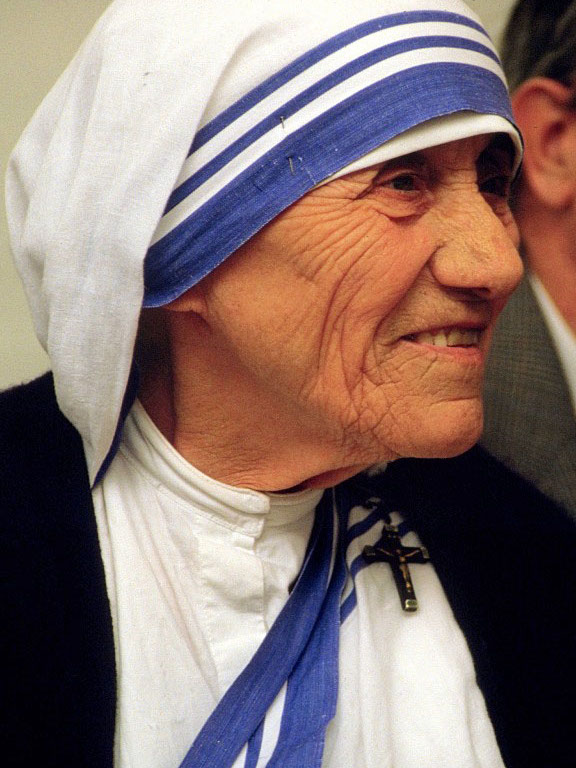
Mère Teresa.

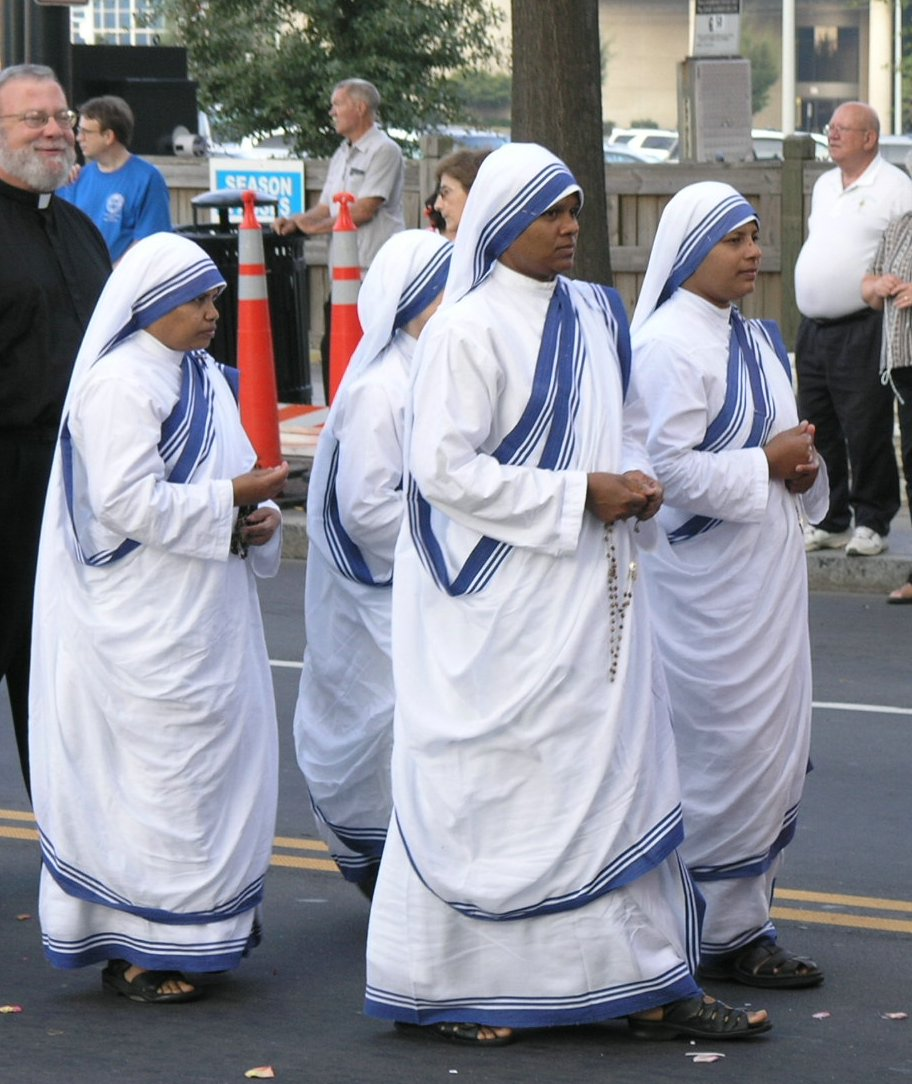
Missionnaires de la Charité portant le sari à bandes bleues.

Le 16 août 1948, Mère Teresa quitte seule sa congrégation d’origine, les sœurs de Lorette afin de fonder un nouvel ordre. Dès 1949, sœur Teresa est rejointe par une ancienne cuisinière du collège Sainte-Marie puis par l’une de ses anciennes élèves, Subashini Das. L’ordre des Missionnaires de la Charité se met sur pied, et s’attelle au statut de la Congrégation afin de recevoir une reconnaissance officielle de l’Église. Principalement consacrées aux pauvres, les religieuses de la Congrégation naissante se spécialisent dans le soutien des malades et des enfants abandonnés. Dès le 22 août 1952, les Sœurs ouvrent le mouroir de Kalighat pour prendre en charge les mourants les plus démunis de Calcutta.
Les Missionnaires de la Charité, outre les trois vœux de pauvreté, de chasteté et d’obéissance, prononcent un quatrième vœu : celui de se vouer au service des plus pauvres d’entre les pauvres, de ceux qui ne peuvent les dédommager de leur peine, dont on n’attend rien en retour. Mère Teresa limite volontairement le travail des sœurs à une catégorie de personnes, les plus marginales, défigurées ou rejetées par la société. C'est dans une volonté d'identification à Jésus abandonné par les siens, celui qui « s’est anéanti lui-même, en prenant la condition d’esclave » (Ph 2, 7). 
Dans ce cadre, le vœu de pauvreté occupe une place centrale dans la vie et la spiritualité de la Congrégation : « Nous essayons d’aider les novices à comprendre que la pauvreté, non seulement d’esprit, mais aussi de biens matériels, est liberté. Une fois qu’elles ont compris ce qu’est la pauvreté et en quoi elle consiste, elles peuvent progresser spirituellement moyennant la foi en Jésus et en l’Eucharistie ».

## Reconnaissance
Le 7 octobre 1950, sur la recommandation de l'archevêque de Calcutta Ferdinand Perier, la Congrégation pour les religieux approuve la fondation de la congrégation des Missionnaires de la Charité. Installée d’abord 14 Creek Lane à Calcutta, la maison mère déménage, en 1953, à Lower Circular Road. L’ordre religieux est axé sur le silence et la charité. Dix ans après sa reconnaissance, l’ordre des Missionnaires de la Charité a ouvert vingt-cinq foyers en Inde. 
Mère Teresa développe dans les années 1950 et 1960 l'œuvre des Missionnaires de la Charité à Calcutta et dans le reste de l'Inde. Elle partage alors le quotidien des enfants abandonnés, des sans-abri, des lépreux et des mourants vivant à Calcutta. Durant ces années, elle ouvre des mouroirs, des dispensaires et des orphelinats d'abord pour aider les plus pauvres à mourir dignement car entourés et accompagnés, puis, lorsque les moyens financiers le permettent, les aider à vivre et à s'instruire. En 1965, sur les encouragements du pape Paul VI (sa Congrégation est devenue une société de droit pontifical, dépendant directement du Saint-Siège), l'ordre des Missionnaires de la Charité crée son premier centre à l'étranger au Venezuela.

## Les différentes branches de l'ordre

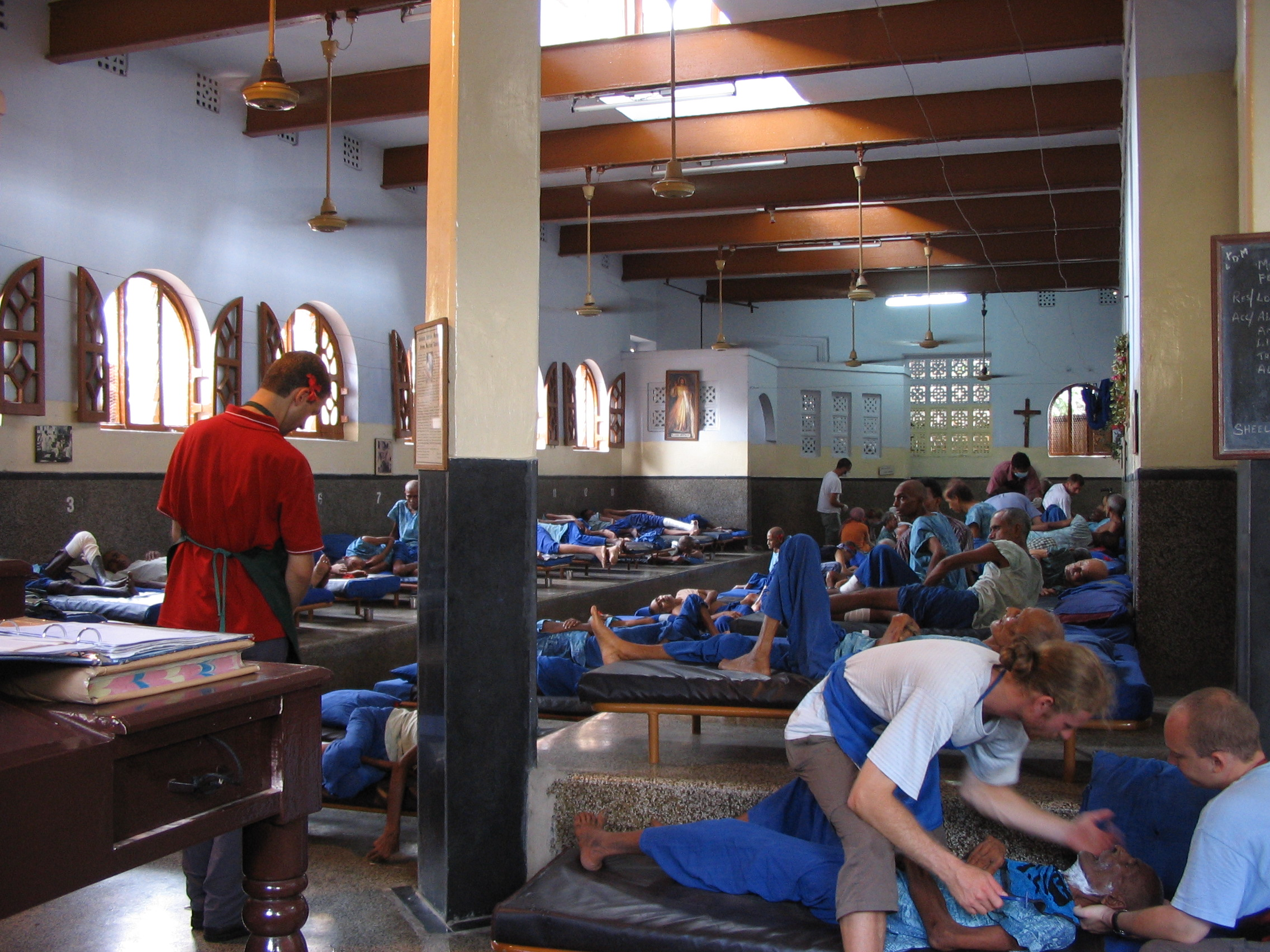
La salle des hommes à Nirmal Hriday, la « maison du Cœur pur ».

Dans les années soixante se pose pour Mère Teresa le problème de la branche masculine de son ordre. Le 25 mars 1963, une dizaine de jeunes Indiens, réunis autour de Mère Teresa et du nouvel archevêque de Calcutta, Albert D'Souza (en), forme le premier noyau d’une branche masculine. Un jeune prêtre jésuite australien Ian Travers-Ball est choisi par la fondatrice pour diriger la nouvelle communauté, il rédige avec Mère Teresa, en 1967, une règle de vie qui reçoit l’approbation du Saint-Siège. En 1968, il prononce ses vœux définitifs au sein des Frères missionnaires de la Charité et prend le nom de Frère André.
L'ordre des Sœurs du Verbe est fondé en 1976, cette nouvelle branche des Missionnaires de la Charité est principalement vouée à la prière silencieuse. Les Sœurs du Verbe ont au moins trois heures de prière solitaire par jour, une heure de prière à l’Église tout en passant deux heures de la journée en dehors de leur monastère dans les rues, les foyers ou les hôpitaux. Premier lieu d’implantation sera à New York, en plein cœur du Bronx. Une branche de frères contemplatifs se créera également par la suite. 
Les volontaires existent depuis 1950. Ils servent aux côtés des membres de l’Ordre. Ils aident les Sœurs pour un temps donné, en cherchant à aider les pauvres. Lancés par Jacqueline de Decker en 1969, les assistants malades et souffrants offrent leurs souffrances pour les pauvres et pour le travail des Missionnaires de la Charité. Enfin, plus récents puisqu’ils remontent à 1986, les « Frères missionnaires » sont des laïcs consacrés, directement associés à l’œuvre d’apostolat des Missionnaires de la Charité. Ils font les mêmes vœux que les sœurs dans les mêmes délais.
Au total, l'ordre des Missionnaires de la Charité compte sept branches : 
1. Les sœurs actives ;
2. Les sœurs contemplatives ;
3. Les frères actifs[3] ;
4. Les frères contemplatifs ;
5. Les pères missionnaires ;
6. Les missionnaires laïcs ;
7. Les volontaires et les assistants malades et souffrants.

Le vendredi 4 mars 2016, une fusillade dans un hospice des Missionnaires de la Charité à Aden, au Yémen fait au moins 16 morts dont quatre religieuses (deux Rwandaises, une Kenyane et une Indienne) et onze employés.
En 2018, les autorités indiennes ordonnent le contrôle de tous les centres gérés par la congrégation, après l'arrestation d'une de ses nonnes accusée d'avoir enlevé puis vendu quatre bébés. Selon la sœur arrêtée, Konsalia Balsa, la somme payée est le « prix légitime pour les frais hospitaliers » engagés pour les enfants.

## La spiritualité
La spiritualité de l’œuvre de Mère Teresa est profondément enracinée dans l’adoration du Saint-Sacrement, dans la prière silencieuse et dans la dévotion à Notre-Dame. Le 7 octobre, date anniversaire de la fondation des Missionnaires de la Charité, date aussi de Notre-Dame du Rosaire, est la fête officielle pour la congrégation des Missionnaires de la Charité et pour tous les membres de toutes les branches de l’Ordre.

## Supérieures générales
L'ordre est dirigée par une supérieure générale, élue par le chapitre général pour un mandat de six ans.
| Période     | Nom                      |
| ----------- | ------------------------ |
| 1950-1997   | Mère Teresa              |
| 1997-2009   | Sœur Nirmala Joshi       |
| 2009-2022   | Sœur Mary Prema          |
| depuis 2022 | Sœur Mary Joseph Michael |